# Baixa Estíria
|  | Per a altres significats, vegeu «Styria». |

Baixa Estíria (eslovè Spodnja Štajerska, alemany Untersteiermark, llatí Styria) representa el terç meridional de l'antic Ducat d'Estíria i és una regió del nord-est d'Eslovènia. Els altres dos terços septentrionals de l'antic ducat pertanyen actualment a Àustria i són anomenats Alta Estíria. El Ducat d'Estíria fou dividit el 1918 després de la Primera Guerra Mundial, amb el Regne de Iugoslàvia quedant-se amb la Baixa Estíria. Eslovènia obtingué la independència de la República Federal Socialista de Iugoslàvia el 1991.
La Baixa Estíria no té cap estatus oficial com a unitat administrativa a Eslovènia, tot i que l'associació amb la província informal (en eslovè pokrajina) és molt comú. La Baixa Estíria és famosa pel seu vi blanc.
La capital de la Baixa Estíria és Maribor (alemany Marburg). També hi ha altres ciutats com Celje, Velenje i Ptuj.